# Marjan Kovačević
Marjan Kovačević (8. april 1957) je srpski šahovski problemista.
Godine 1988, Kovačević dobija titulu velemajstora u rešavanju šahovskih problema, a 1989. godine osvaja titulu Međunarodni sudija za šahovsku kompoziciju.
U 2007. godini postiže titulu velemajstora za šahovsku kompoziciju. Na kongresu Svetske federacije za šahovsku kompoziciju 17. novembra 2022. godine, u Fudžejri, UAE, izabran je za predsednika WFCC.
Sa Milanom Velimirovićem izdaje antologijsku zbirku 2345 Šahovski problemi.

## Problem
|   | a | b | c | d | e | f | g | h |   |
| 8 | a8 black bishop · a7 white bishop · b7 white bishop · e6 black pawn · a5 white king · c5 white knight · h5 black queen · a4 white queen · b4 white knight · d4 black king · a2 white pawn · d2 black bishop · e2 white rook · f2 black knight · c1 white rook | a8 black bishop · a7 white bishop · b7 white bishop · e6 black pawn · a5 white king · c5 white knight · h5 black queen · a4 white queen · b4 white knight · d4 black king · a2 white pawn · d2 black bishop · e2 white rook · f2 black knight · c1 white rook | a8 black bishop · a7 white bishop · b7 white bishop · e6 black pawn · a5 white king · c5 white knight · h5 black queen · a4 white queen · b4 white knight · d4 black king · a2 white pawn · d2 black bishop · e2 white rook · f2 black knight · c1 white rook | a8 black bishop · a7 white bishop · b7 white bishop · e6 black pawn · a5 white king · c5 white knight · h5 black queen · a4 white queen · b4 white knight · d4 black king · a2 white pawn · d2 black bishop · e2 white rook · f2 black knight · c1 white rook | a8 black bishop · a7 white bishop · b7 white bishop · e6 black pawn · a5 white king · c5 white knight · h5 black queen · a4 white queen · b4 white knight · d4 black king · a2 white pawn · d2 black bishop · e2 white rook · f2 black knight · c1 white rook | a8 black bishop · a7 white bishop · b7 white bishop · e6 black pawn · a5 white king · c5 white knight · h5 black queen · a4 white queen · b4 white knight · d4 black king · a2 white pawn · d2 black bishop · e2 white rook · f2 black knight · c1 white rook | a8 black bishop · a7 white bishop · b7 white bishop · e6 black pawn · a5 white king · c5 white knight · h5 black queen · a4 white queen · b4 white knight · d4 black king · a2 white pawn · d2 black bishop · e2 white rook · f2 black knight · c1 white rook | a8 black bishop · a7 white bishop · b7 white bishop · e6 black pawn · a5 white king · c5 white knight · h5 black queen · a4 white queen · b4 white knight · d4 black king · a2 white pawn · d2 black bishop · e2 white rook · f2 black knight · c1 white rook | 8 |
| 7 | a8 black bishop · a7 white bishop · b7 white bishop · e6 black pawn · a5 white king · c5 white knight · h5 black queen · a4 white queen · b4 white knight · d4 black king · a2 white pawn · d2 black bishop · e2 white rook · f2 black knight · c1 white rook | a8 black bishop · a7 white bishop · b7 white bishop · e6 black pawn · a5 white king · c5 white knight · h5 black queen · a4 white queen · b4 white knight · d4 black king · a2 white pawn · d2 black bishop · e2 white rook · f2 black knight · c1 white rook | a8 black bishop · a7 white bishop · b7 white bishop · e6 black pawn · a5 white king · c5 white knight · h5 black queen · a4 white queen · b4 white knight · d4 black king · a2 white pawn · d2 black bishop · e2 white rook · f2 black knight · c1 white rook | a8 black bishop · a7 white bishop · b7 white bishop · e6 black pawn · a5 white king · c5 white knight · h5 black queen · a4 white queen · b4 white knight · d4 black king · a2 white pawn · d2 black bishop · e2 white rook · f2 black knight · c1 white rook | a8 black bishop · a7 white bishop · b7 white bishop · e6 black pawn · a5 white king · c5 white knight · h5 black queen · a4 white queen · b4 white knight · d4 black king · a2 white pawn · d2 black bishop · e2 white rook · f2 black knight · c1 white rook | a8 black bishop · a7 white bishop · b7 white bishop · e6 black pawn · a5 white king · c5 white knight · h5 black queen · a4 white queen · b4 white knight · d4 black king · a2 white pawn · d2 black bishop · e2 white rook · f2 black knight · c1 white rook | a8 black bishop · a7 white bishop · b7 white bishop · e6 black pawn · a5 white king · c5 white knight · h5 black queen · a4 white queen · b4 white knight · d4 black king · a2 white pawn · d2 black bishop · e2 white rook · f2 black knight · c1 white rook | a8 black bishop · a7 white bishop · b7 white bishop · e6 black pawn · a5 white king · c5 white knight · h5 black queen · a4 white queen · b4 white knight · d4 black king · a2 white pawn · d2 black bishop · e2 white rook · f2 black knight · c1 white rook | 7 |
| 6 | a8 black bishop · a7 white bishop · b7 white bishop · e6 black pawn · a5 white king · c5 white knight · h5 black queen · a4 white queen · b4 white knight · d4 black king · a2 white pawn · d2 black bishop · e2 white rook · f2 black knight · c1 white rook | a8 black bishop · a7 white bishop · b7 white bishop · e6 black pawn · a5 white king · c5 white knight · h5 black queen · a4 white queen · b4 white knight · d4 black king · a2 white pawn · d2 black bishop · e2 white rook · f2 black knight · c1 white rook | a8 black bishop · a7 white bishop · b7 white bishop · e6 black pawn · a5 white king · c5 white knight · h5 black queen · a4 white queen · b4 white knight · d4 black king · a2 white pawn · d2 black bishop · e2 white rook · f2 black knight · c1 white rook | a8 black bishop · a7 white bishop · b7 white bishop · e6 black pawn · a5 white king · c5 white knight · h5 black queen · a4 white queen · b4 white knight · d4 black king · a2 white pawn · d2 black bishop · e2 white rook · f2 black knight · c1 white rook | a8 black bishop · a7 white bishop · b7 white bishop · e6 black pawn · a5 white king · c5 white knight · h5 black queen · a4 white queen · b4 white knight · d4 black king · a2 white pawn · d2 black bishop · e2 white rook · f2 black knight · c1 white rook | a8 black bishop · a7 white bishop · b7 white bishop · e6 black pawn · a5 white king · c5 white knight · h5 black queen · a4 white queen · b4 white knight · d4 black king · a2 white pawn · d2 black bishop · e2 white rook · f2 black knight · c1 white rook | a8 black bishop · a7 white bishop · b7 white bishop · e6 black pawn · a5 white king · c5 white knight · h5 black queen · a4 white queen · b4 white knight · d4 black king · a2 white pawn · d2 black bishop · e2 white rook · f2 black knight · c1 white rook | a8 black bishop · a7 white bishop · b7 white bishop · e6 black pawn · a5 white king · c5 white knight · h5 black queen · a4 white queen · b4 white knight · d4 black king · a2 white pawn · d2 black bishop · e2 white rook · f2 black knight · c1 white rook | 6 |
| 5 | a8 black bishop · a7 white bishop · b7 white bishop · e6 black pawn · a5 white king · c5 white knight · h5 black queen · a4 white queen · b4 white knight · d4 black king · a2 white pawn · d2 black bishop · e2 white rook · f2 black knight · c1 white rook | a8 black bishop · a7 white bishop · b7 white bishop · e6 black pawn · a5 white king · c5 white knight · h5 black queen · a4 white queen · b4 white knight · d4 black king · a2 white pawn · d2 black bishop · e2 white rook · f2 black knight · c1 white rook | a8 black bishop · a7 white bishop · b7 white bishop · e6 black pawn · a5 white king · c5 white knight · h5 black queen · a4 white queen · b4 white knight · d4 black king · a2 white pawn · d2 black bishop · e2 white rook · f2 black knight · c1 white rook | a8 black bishop · a7 white bishop · b7 white bishop · e6 black pawn · a5 white king · c5 white knight · h5 black queen · a4 white queen · b4 white knight · d4 black king · a2 white pawn · d2 black bishop · e2 white rook · f2 black knight · c1 white rook | a8 black bishop · a7 white bishop · b7 white bishop · e6 black pawn · a5 white king · c5 white knight · h5 black queen · a4 white queen · b4 white knight · d4 black king · a2 white pawn · d2 black bishop · e2 white rook · f2 black knight · c1 white rook | a8 black bishop · a7 white bishop · b7 white bishop · e6 black pawn · a5 white king · c5 white knight · h5 black queen · a4 white queen · b4 white knight · d4 black king · a2 white pawn · d2 black bishop · e2 white rook · f2 black knight · c1 white rook | a8 black bishop · a7 white bishop · b7 white bishop · e6 black pawn · a5 white king · c5 white knight · h5 black queen · a4 white queen · b4 white knight · d4 black king · a2 white pawn · d2 black bishop · e2 white rook · f2 black knight · c1 white rook | a8 black bishop · a7 white bishop · b7 white bishop · e6 black pawn · a5 white king · c5 white knight · h5 black queen · a4 white queen · b4 white knight · d4 black king · a2 white pawn · d2 black bishop · e2 white rook · f2 black knight · c1 white rook | 5 |
| 4 | a8 black bishop · a7 white bishop · b7 white bishop · e6 black pawn · a5 white king · c5 white knight · h5 black queen · a4 white queen · b4 white knight · d4 black king · a2 white pawn · d2 black bishop · e2 white rook · f2 black knight · c1 white rook | a8 black bishop · a7 white bishop · b7 white bishop · e6 black pawn · a5 white king · c5 white knight · h5 black queen · a4 white queen · b4 white knight · d4 black king · a2 white pawn · d2 black bishop · e2 white rook · f2 black knight · c1 white rook | a8 black bishop · a7 white bishop · b7 white bishop · e6 black pawn · a5 white king · c5 white knight · h5 black queen · a4 white queen · b4 white knight · d4 black king · a2 white pawn · d2 black bishop · e2 white rook · f2 black knight · c1 white rook | a8 black bishop · a7 white bishop · b7 white bishop · e6 black pawn · a5 white king · c5 white knight · h5 black queen · a4 white queen · b4 white knight · d4 black king · a2 white pawn · d2 black bishop · e2 white rook · f2 black knight · c1 white rook | a8 black bishop · a7 white bishop · b7 white bishop · e6 black pawn · a5 white king · c5 white knight · h5 black queen · a4 white queen · b4 white knight · d4 black king · a2 white pawn · d2 black bishop · e2 white rook · f2 black knight · c1 white rook | a8 black bishop · a7 white bishop · b7 white bishop · e6 black pawn · a5 white king · c5 white knight · h5 black queen · a4 white queen · b4 white knight · d4 black king · a2 white pawn · d2 black bishop · e2 white rook · f2 black knight · c1 white rook | a8 black bishop · a7 white bishop · b7 white bishop · e6 black pawn · a5 white king · c5 white knight · h5 black queen · a4 white queen · b4 white knight · d4 black king · a2 white pawn · d2 black bishop · e2 white rook · f2 black knight · c1 white rook | a8 black bishop · a7 white bishop · b7 white bishop · e6 black pawn · a5 white king · c5 white knight · h5 black queen · a4 white queen · b4 white knight · d4 black king · a2 white pawn · d2 black bishop · e2 white rook · f2 black knight · c1 white rook | 4 |
| 3 | a8 black bishop · a7 white bishop · b7 white bishop · e6 black pawn · a5 white king · c5 white knight · h5 black queen · a4 white queen · b4 white knight · d4 black king · a2 white pawn · d2 black bishop · e2 white rook · f2 black knight · c1 white rook | a8 black bishop · a7 white bishop · b7 white bishop · e6 black pawn · a5 white king · c5 white knight · h5 black queen · a4 white queen · b4 white knight · d4 black king · a2 white pawn · d2 black bishop · e2 white rook · f2 black knight · c1 white rook | a8 black bishop · a7 white bishop · b7 white bishop · e6 black pawn · a5 white king · c5 white knight · h5 black queen · a4 white queen · b4 white knight · d4 black king · a2 white pawn · d2 black bishop · e2 white rook · f2 black knight · c1 white rook | a8 black bishop · a7 white bishop · b7 white bishop · e6 black pawn · a5 white king · c5 white knight · h5 black queen · a4 white queen · b4 white knight · d4 black king · a2 white pawn · d2 black bishop · e2 white rook · f2 black knight · c1 white rook | a8 black bishop · a7 white bishop · b7 white bishop · e6 black pawn · a5 white king · c5 white knight · h5 black queen · a4 white queen · b4 white knight · d4 black king · a2 white pawn · d2 black bishop · e2 white rook · f2 black knight · c1 white rook | a8 black bishop · a7 white bishop · b7 white bishop · e6 black pawn · a5 white king · c5 white knight · h5 black queen · a4 white queen · b4 white knight · d4 black king · a2 white pawn · d2 black bishop · e2 white rook · f2 black knight · c1 white rook | a8 black bishop · a7 white bishop · b7 white bishop · e6 black pawn · a5 white king · c5 white knight · h5 black queen · a4 white queen · b4 white knight · d4 black king · a2 white pawn · d2 black bishop · e2 white rook · f2 black knight · c1 white rook | a8 black bishop · a7 white bishop · b7 white bishop · e6 black pawn · a5 white king · c5 white knight · h5 black queen · a4 white queen · b4 white knight · d4 black king · a2 white pawn · d2 black bishop · e2 white rook · f2 black knight · c1 white rook | 3 |
| 2 | a8 black bishop · a7 white bishop · b7 white bishop · e6 black pawn · a5 white king · c5 white knight · h5 black queen · a4 white queen · b4 white knight · d4 black king · a2 white pawn · d2 black bishop · e2 white rook · f2 black knight · c1 white rook | a8 black bishop · a7 white bishop · b7 white bishop · e6 black pawn · a5 white king · c5 white knight · h5 black queen · a4 white queen · b4 white knight · d4 black king · a2 white pawn · d2 black bishop · e2 white rook · f2 black knight · c1 white rook | a8 black bishop · a7 white bishop · b7 white bishop · e6 black pawn · a5 white king · c5 white knight · h5 black queen · a4 white queen · b4 white knight · d4 black king · a2 white pawn · d2 black bishop · e2 white rook · f2 black knight · c1 white rook | a8 black bishop · a7 white bishop · b7 white bishop · e6 black pawn · a5 white king · c5 white knight · h5 black queen · a4 white queen · b4 white knight · d4 black king · a2 white pawn · d2 black bishop · e2 white rook · f2 black knight · c1 white rook | a8 black bishop · a7 white bishop · b7 white bishop · e6 black pawn · a5 white king · c5 white knight · h5 black queen · a4 white queen · b4 white knight · d4 black king · a2 white pawn · d2 black bishop · e2 white rook · f2 black knight · c1 white rook | a8 black bishop · a7 white bishop · b7 white bishop · e6 black pawn · a5 white king · c5 white knight · h5 black queen · a4 white queen · b4 white knight · d4 black king · a2 white pawn · d2 black bishop · e2 white rook · f2 black knight · c1 white rook | a8 black bishop · a7 white bishop · b7 white bishop · e6 black pawn · a5 white king · c5 white knight · h5 black queen · a4 white queen · b4 white knight · d4 black king · a2 white pawn · d2 black bishop · e2 white rook · f2 black knight · c1 white rook | a8 black bishop · a7 white bishop · b7 white bishop · e6 black pawn · a5 white king · c5 white knight · h5 black queen · a4 white queen · b4 white knight · d4 black king · a2 white pawn · d2 black bishop · e2 white rook · f2 black knight · c1 white rook | 2 |
| 1 | a8 black bishop · a7 white bishop · b7 white bishop · e6 black pawn · a5 white king · c5 white knight · h5 black queen · a4 white queen · b4 white knight · d4 black king · a2 white pawn · d2 black bishop · e2 white rook · f2 black knight · c1 white rook | a8 black bishop · a7 white bishop · b7 white bishop · e6 black pawn · a5 white king · c5 white knight · h5 black queen · a4 white queen · b4 white knight · d4 black king · a2 white pawn · d2 black bishop · e2 white rook · f2 black knight · c1 white rook | a8 black bishop · a7 white bishop · b7 white bishop · e6 black pawn · a5 white king · c5 white knight · h5 black queen · a4 white queen · b4 white knight · d4 black king · a2 white pawn · d2 black bishop · e2 white rook · f2 black knight · c1 white rook | a8 black bishop · a7 white bishop · b7 white bishop · e6 black pawn · a5 white king · c5 white knight · h5 black queen · a4 white queen · b4 white knight · d4 black king · a2 white pawn · d2 black bishop · e2 white rook · f2 black knight · c1 white rook | a8 black bishop · a7 white bishop · b7 white bishop · e6 black pawn · a5 white king · c5 white knight · h5 black queen · a4 white queen · b4 white knight · d4 black king · a2 white pawn · d2 black bishop · e2 white rook · f2 black knight · c1 white rook | a8 black bishop · a7 white bishop · b7 white bishop · e6 black pawn · a5 white king · c5 white knight · h5 black queen · a4 white queen · b4 white knight · d4 black king · a2 white pawn · d2 black bishop · e2 white rook · f2 black knight · c1 white rook | a8 black bishop · a7 white bishop · b7 white bishop · e6 black pawn · a5 white king · c5 white knight · h5 black queen · a4 white queen · b4 white knight · d4 black king · a2 white pawn · d2 black bishop · e2 white rook · f2 black knight · c1 white rook | a8 black bishop · a7 white bishop · b7 white bishop · e6 black pawn · a5 white king · c5 white knight · h5 black queen · a4 white queen · b4 white knight · d4 black king · a2 white pawn · d2 black bishop · e2 white rook · f2 black knight · c1 white rook | 1 |
|   | a | b | c | d | e | f | g | h |   |

Rešenje
1. Ka5-b5! (preti 2. Tc1-c4 mat)
1. ... Dh5xc5+ 2. La7xc5
1. ... Dh5-e8+ 2. Sc5-d7
1. ... Dh5-e2+ 2. Sc5-d3
1. ... Sf2-e4 2. Te2xe4
1. ... Ld2-c3 2. Sb4-c2
1. ... Ld2xc1 2. Sb4-d5
1. ... Ld2-e3 2. Sb4-d3

## Literatura
- Milan Velimirović and Marjan Kovačević: 2345 Šahovski problemi : antologija. Beograd : Šahovski informator. 1997.  978-86-7297-031-9.  135004935

## Spoljašnje veze
- Kovačevićevi problemi na PDB Serveru
- Marjan Kovačević na FIDE
- Velemajstor šaha i novinarstva na stepeništu slavnih u Zemunu („Politika”, 25. jun 2016)